# گرگ نوجوان ۲
گرگ نوجوان ۲ (به انگلیسی: Teen Wolf Too) فیلمی محصول سال ۱۹۸۷ و به کارگردانی کریستوفر لیچ است. در این فیلم بازیگرانی همچون جیسون بیتمن، کیم دربی، جان آستین، پال ساند، جان همپتون، مارک هولتون، ایستی چندلر، استوارت فراتکین و کاتلین فریمن ایفای نقش کرده‌اند.
این فیلم دنباله فیلم گرگ نوجوان است.